# Josef Kürzinger
Josef Kürzinger (Berg bei Neumarkt in der Oberpfalz, 20 febbraio 1898 – Ingolstadt, 1º febbraio 1984) è stato un presbitero e docente tedesco Insegnò Nuovo Testamento all'Università Cattolica di Eichstätt-Ingolstadt.

## Biografia
Josef Kürzinger ricevette l'ordinazione sacerdotale il 29 giugno 1923. Dopo essere stato cappellano a Spalt per due anni, ottenne una dispensa per poter proseguire gli studi all'Università di Monaco. Nel 1926 fu iniziato nella fraternità studentesca Katholische Deutsche Studentenverbindung Aenania. Nel 1928 conseguì il dottorato a Monaco. Dal 1928 al 1930 fu predicatore della cattedrale di Eichstätt.
Nel 1930 fu nominato dapprima professore straordinario, quindi nel 1935 professore ordinario di esegesi neotestamentaria, storia dell'esegesi e omiletica presso l'Università filosofico-teologica di Eichstätt, odierna Università Cattolica di Eichstätt-Ingolstadt. Dal 1935 al 1936 fu lettore anche di dogmatica e, nel 1938, di scienza dell'Antico Testamento. Nel novembre 1933 sottoscrisse la Confessione dei professori tedeschi ad Adolf Hitler. Nel 1949 intraprese un viaggio di studio di tre mesi negli Stati Uniti sul tema Verbesserung der Lehrerausbildung an Priesterseminar ' (miglioramento della formazione degli insegnanti nei seminari).
Nel 1957 terminò la sua attività didattica di docente di omiletica. Dal 1958 al 1960 fu rettore dell'università. Si ritirò nel 1969.

## Attività
Kürzinger tradusse e curò gli Atti degli Apostoli e le Lettere del Nuovo Testamento nell'ambito della Bibbia di Echter i cui volumi sul Nuovo Testamento apparvero a partire dal 1951.
Nel 1954 revisionò la traduzione di Joseph Franz von Allioli, adattandola al testo greco. Questa traduzione fu integralmente inclusa nella cosiddetta Bibbia di Pattloch del 1956. Nel 1980, la casa editrice Pattloch-Verlag pubblicò l'edizione Das Neue Testament – leseleicht (Il Nuovo Testamento – facile da leggere).

## Premi e riconoscimenti
Josef Kürzinger fu insignito del titolo di "Prelato".  Il 15 luglio 1963 Kürzinger fu nominato cittadino onorario della vecchia comunità di Oberölsbach, dove fu intitolata in suo onore la Prälat-Kürzinger-Straße.

## Opere
- Alfonsus Vargas Toletanus und seine theologische Einleitungslehre. Ein Beitrag zur Geschichte der Scholastik im 14. Jahrhundert. Aschendorff, Münster 1930 (sul teologo e arcivescovo spagnolo Alfonso de Vargas y Toledo, † 1366).
- Die Aussage des Papias von Hierapolis zur literarischen Form des Markusevangeliums. In: Biblische Zeitschrift, n. 21 (1977), pp. 245–264.
- Papias von Hierapolis und die Evangelien des Neuen Testaments. Gesammelte Aufsätze; Neuausgabe und Übersetzung der Fragmente; kommentierte Bibliographie (= Eichstätter Materialien: Abteilung Philosophie und Theologie, vol. 2). Pustet, Regensburg 1983, ISBN 3-7917-0780-9